# 北大街 (北京市通州区)
39°54′36″N 116°39′44″E / 39.9100502818731°N 116.66234477031477°E

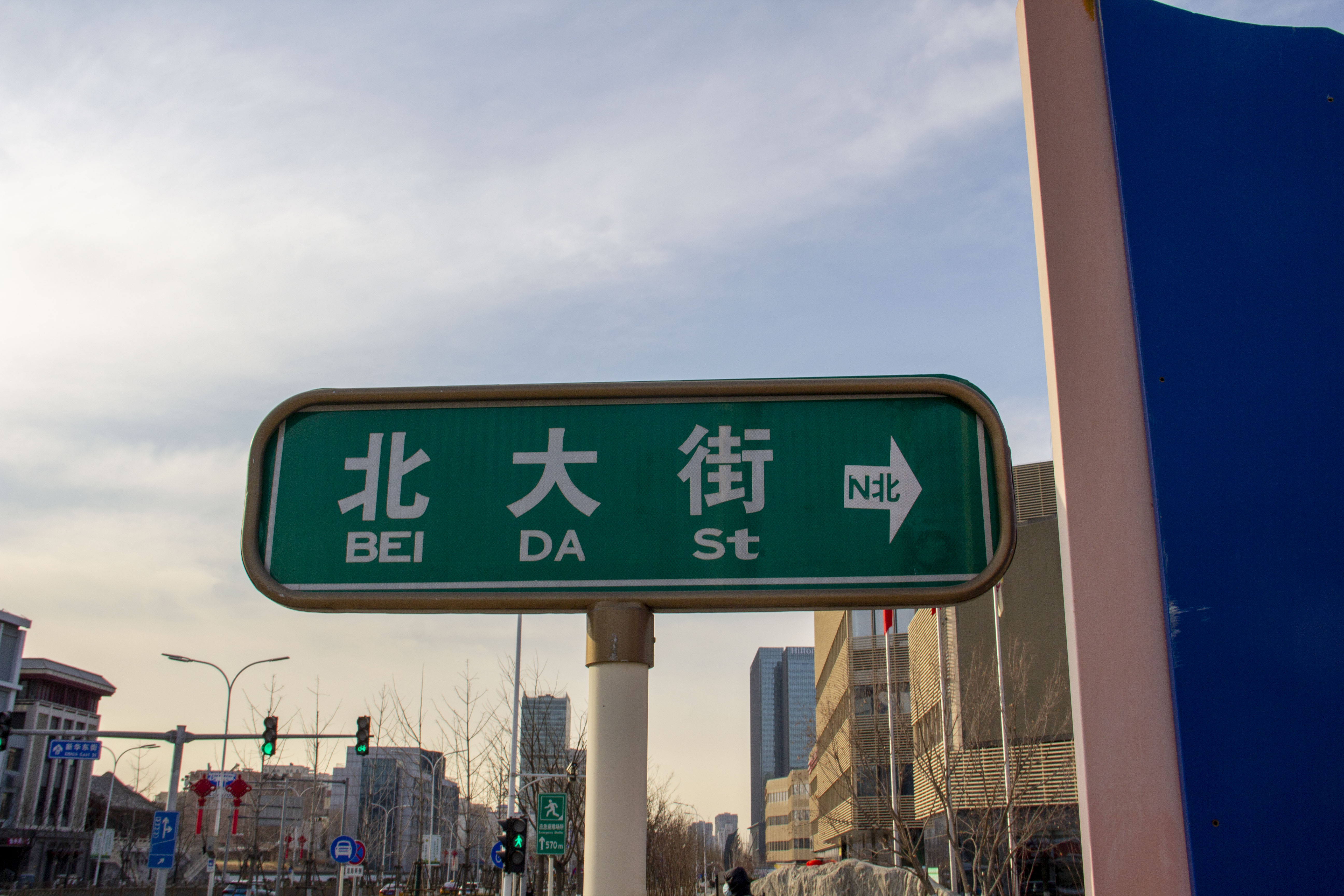
北大街 牌

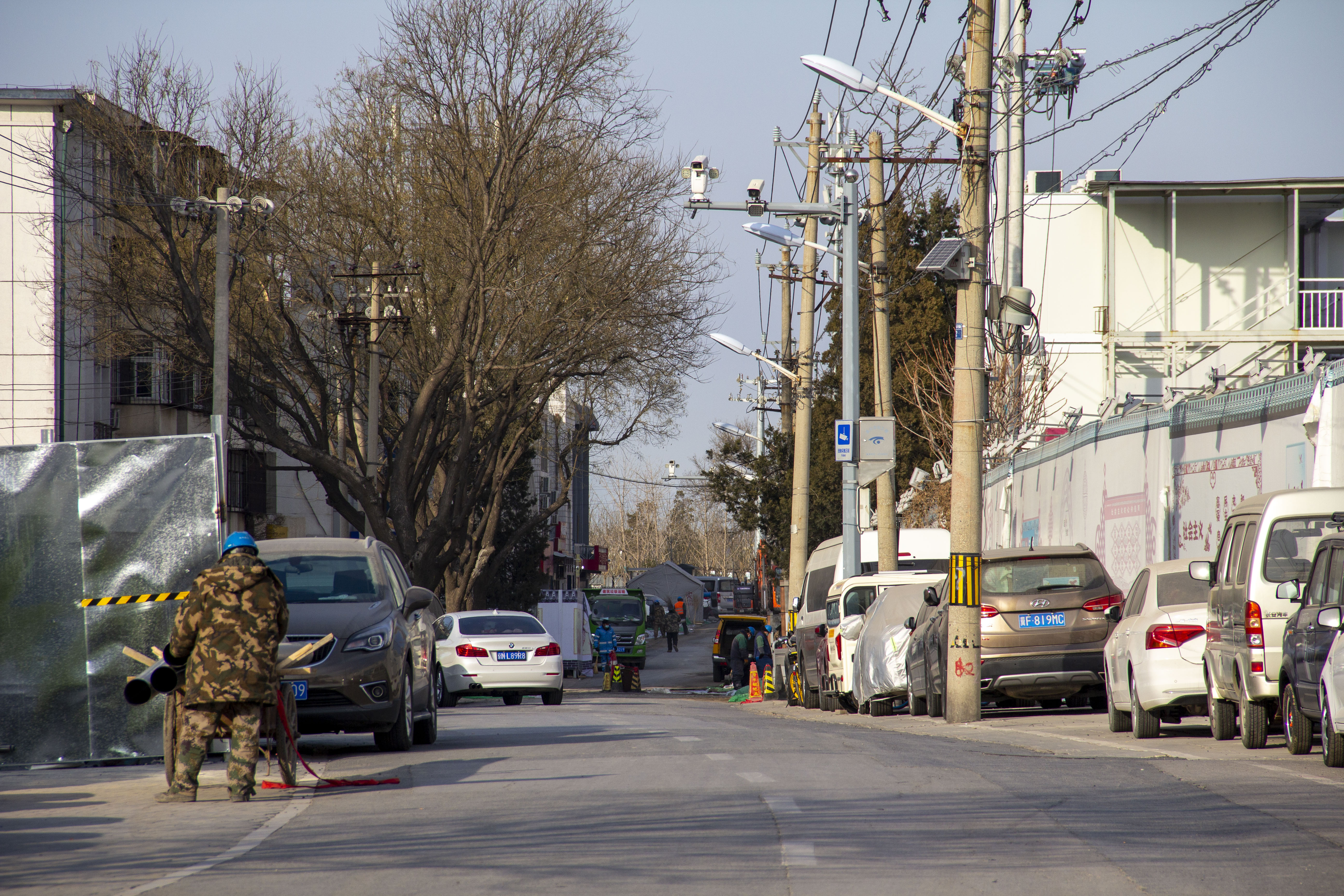
2021年初的北大街

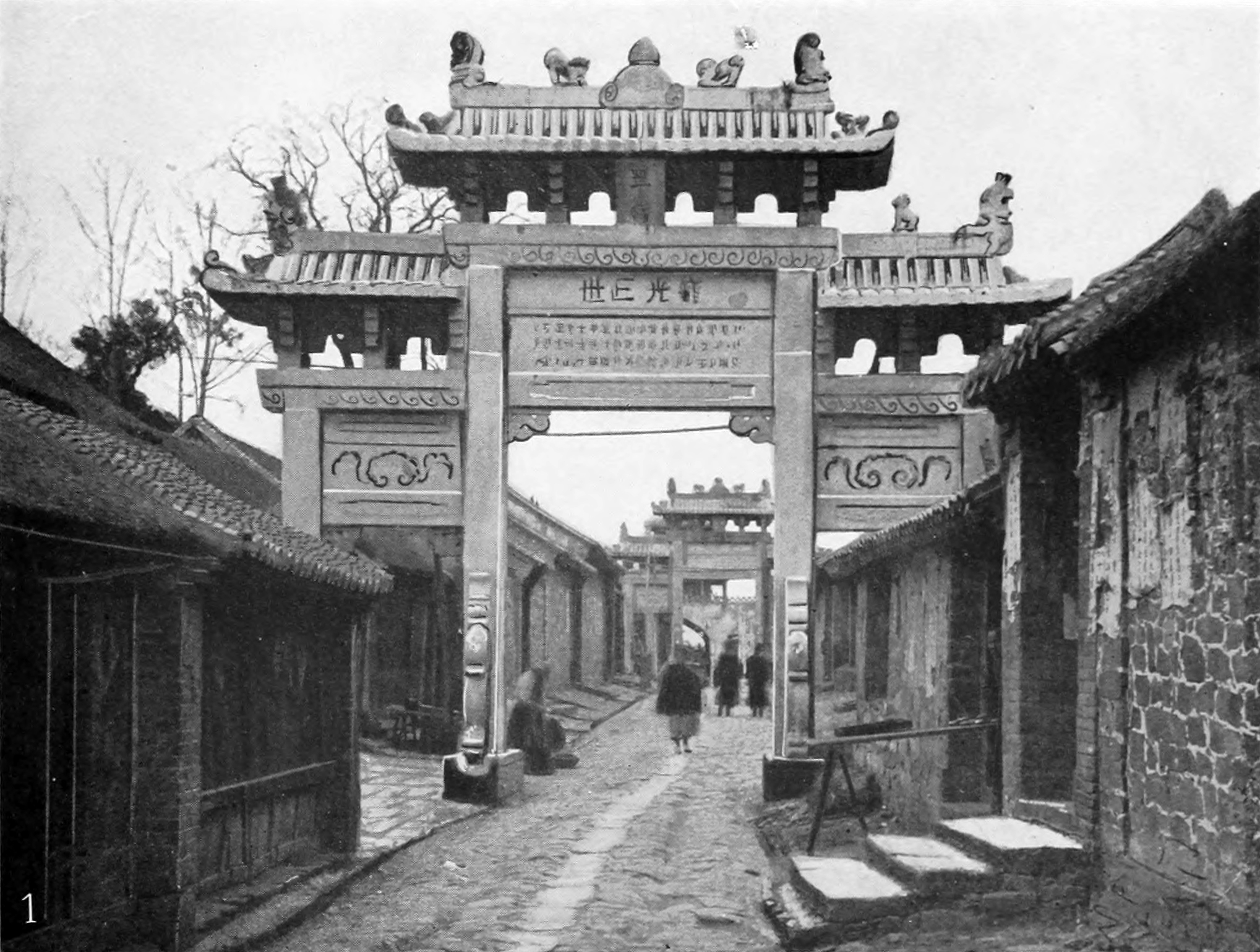
1903年出版《美国百科全书》中的图片“通州的一条街”，若远处是鼓楼，那么这条街就是北大街。

北大街是北京市通州区的一条道路，南起新华东街与南大街连接，北至里延河，由于在北门内而得名。北大街的东面是北京城市副中心运河商务区正在建设的绿地中央城。

## 历史
北门内的这条街曾经称为北门内大街，乾隆初年改名北大街。1913年之后，由于鼓樓位于街南端，又称鼓楼大街。
北大街和鼓楼前后曾经是商業繁华的地方。由於1900年八国联军侵华、1912年和1920年北洋军阀内乱两次哄抢以及运河的衰落，此處的商业衰落了。
日本侵华前，曾在鼓楼100米路西苏姓人家南房山墙上画上仁丹“广告”（进入北大街时可以明显看到），通过上面洋老头“八字胡”的形象的变化作为道路的暗号为侵华做准备。1970年代初，此“广告”才被彻底铲除。
1956年左右开始铺设沥青路面。
|  | 通州 新城 北門 南門 新城南門 西門 東門 北極閣 文昌閣 敵樓 舊敵樓 鼓樓 文殊塔 南溪閘 減水閘 通流閘 新城大街 西大街 北大街 东大街 南关大街 南大街 西顺城街 天成巷 帥府街 東關大街 十字街 大、小紅牌樓胡同 新街下坡胡同 新街口 西倉 南倉 中倉 馬家胡同 熊家胡同 四眼井胡同 史家胡同 白將胡同 大条胡同 二条 三条胡同 小燒酒胡同 半截胡同 大燒酒胡同 中倉胡同 倉溝 史家胡同 石板胡同 如意胡同 蔡家胡同 教子胡同 東塔胡同 前剪子巷 后剪子巷 豆腐巷 八里橋 通利橋 哈叭橋 善人橋 臥虎橋 吾党橋 東水關 南水關 東海 西海 葫蘆頭 石壩 土壩 北運河 通州衛 理事廳 倉場署 刑錢府 江蘇局 浙江局 貢院 後營 東營房 西營房胡同 定邊衛 北後街 南街 黃亭 聖教寺 慈航寺 靜安寺 觀昌寺 文廟 武聖廟 大關廟 龍王觀 三官廟 萬壽宫 碧霞宫 射園 北果市 牛市口 魚市 糧食市 江米店 東柵欄口 西柵欄口 玉带河 |
|  | 光緒《通州志》中的“城池圖” |